# Hylaeus wootoni
Hylaeus wootoni là một loài Hymenoptera trong họ Colletidae. Loài này được Cockerell mô tả khoa học năm 1896.

## Hình ảnh

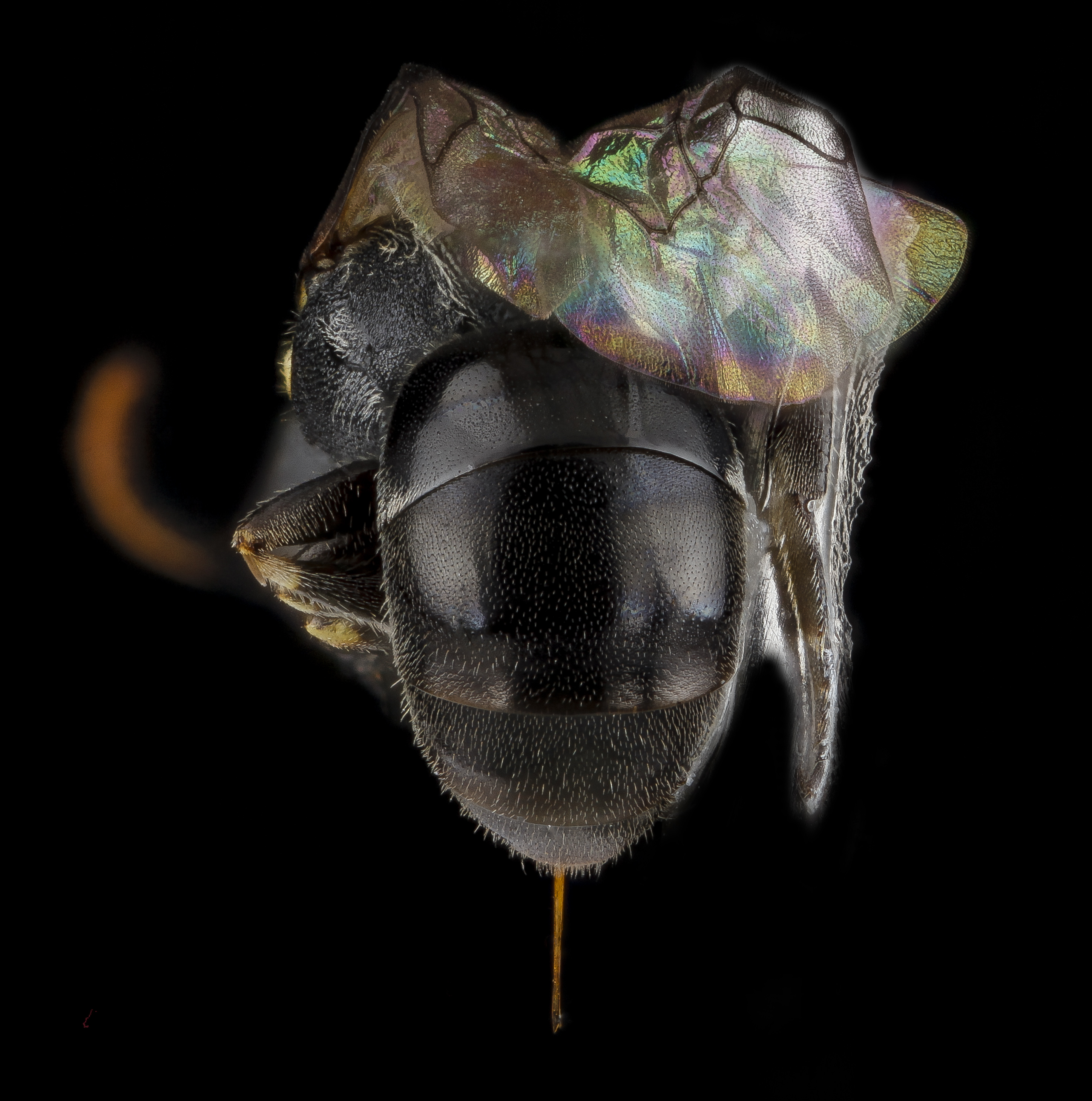
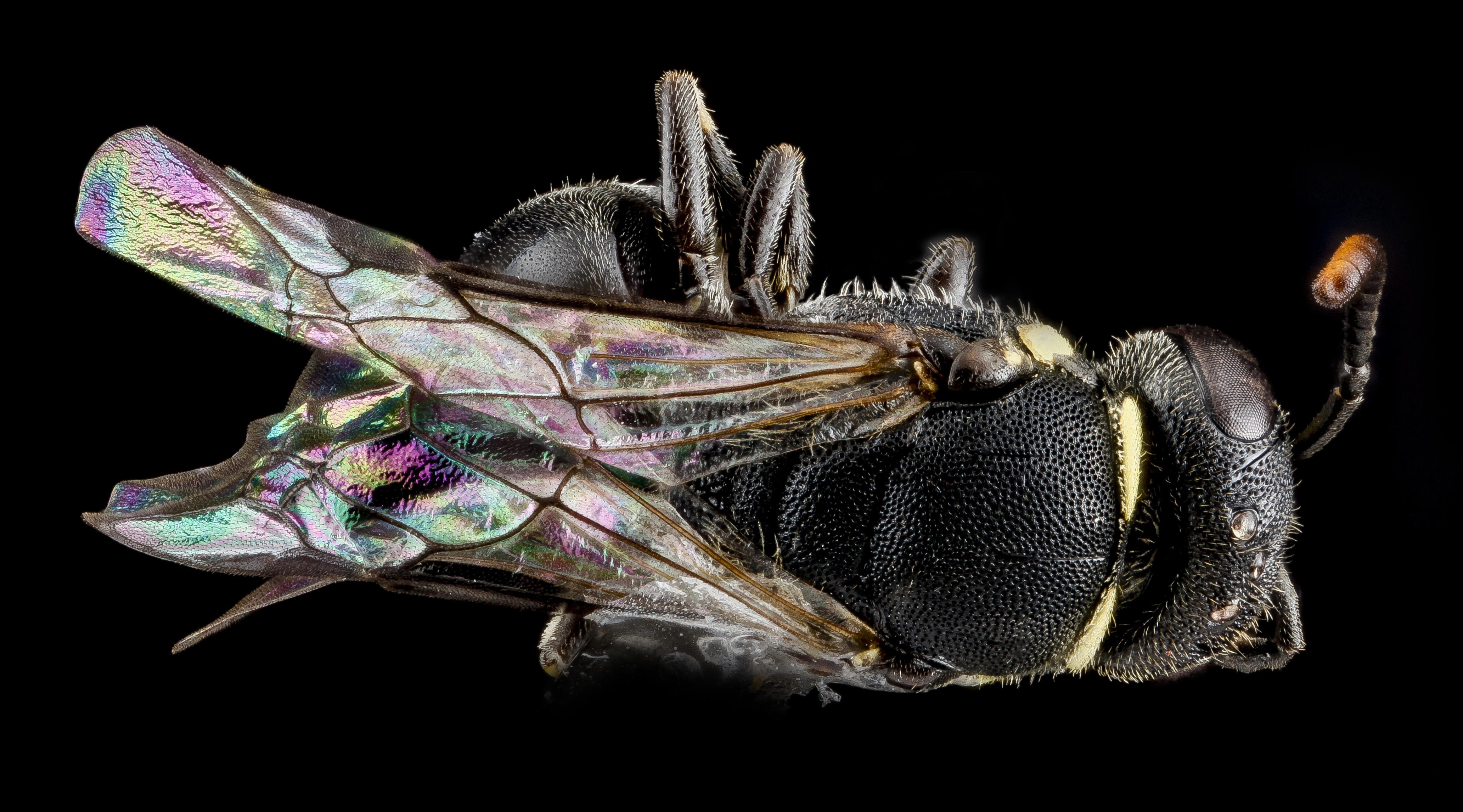
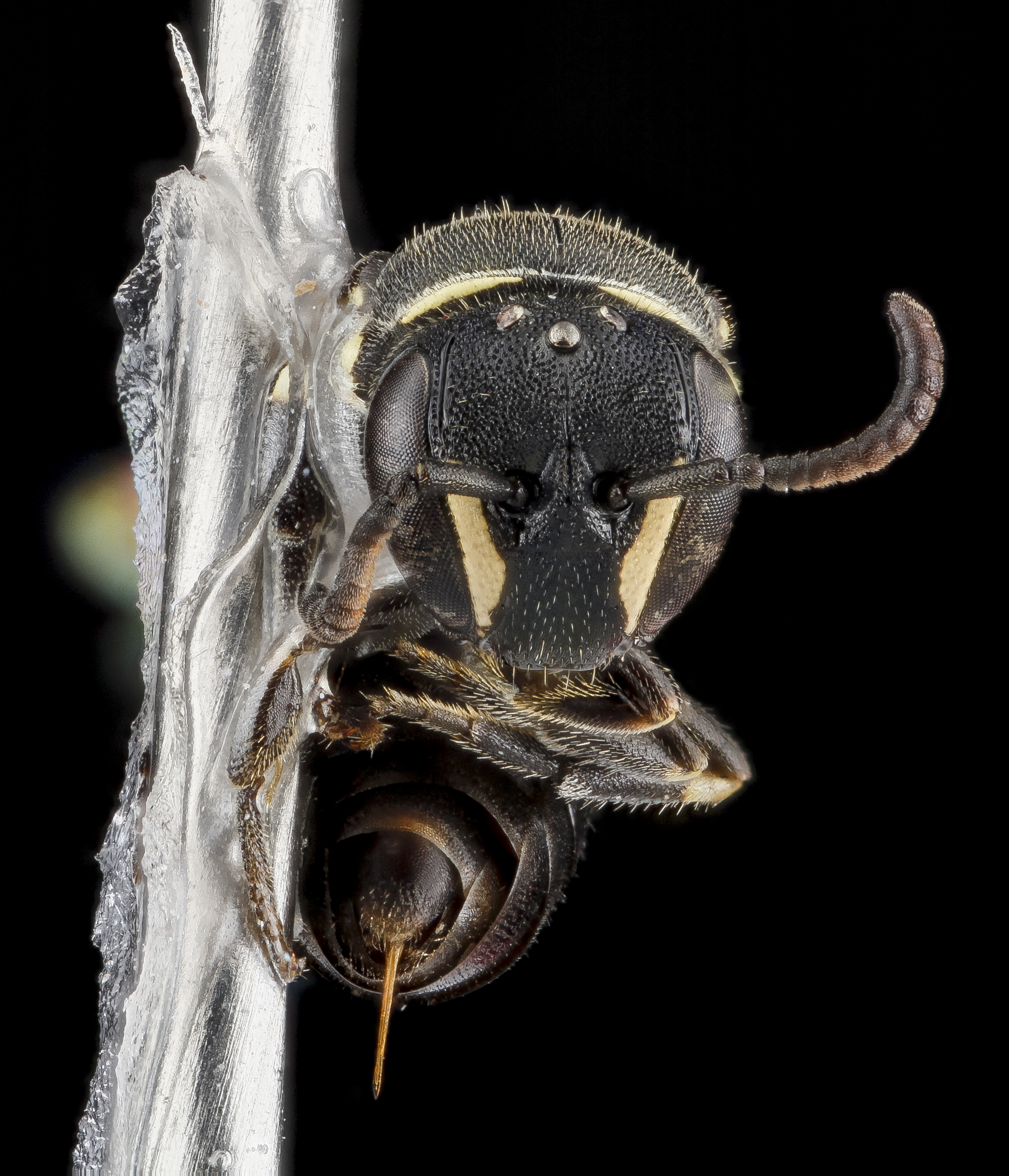